# São Manoel do Paraná
São Manoel do Paraná est une municipalité brésilienne située dans l'État du Paraná.